# Kety (album)
Kety è il quarto album in studio del rapper italiano Ketama126, pubblicato il 18 ottobre 2019 per Sony Music.

## Descrizione
La data di pubblicazione dell'album, con relativa copertina, fu annunciata da Ketama126 sul suo profilo Instagram il 25 settembre 2019. Kety, prodotto per la maggior parte da Ketama126, presenta i singoli Scacciacani, in collaborazione con Massimo Pericolo, e Cos'è l'amore, con Don Joe, Franco126 e Franco Califano. Adalberto Baldini, padre di Ketama126, è presente nel disco come sassofonista e clarinettista.
Il 3 luglio 2020 è stata pubblicata la versione deluxe, denominata Reborn e contenente cinque tracce inedite aggiuntive. Nuovo ospite del disco è Side Baby, ex-componente del collettivo romano Dark Polo Gang, nella traccia Pezzi Pt.2.

## Stile musicale
Kety presenta diversi elementi riconducibili ai generi heavy metal, rock, trap e reggaeton, oltre che a un sample di C.R.E.A.M. del Wu-Tang Clan nella prima traccia del disco.

## Accoglienza
| Recensione   | Giudizio |
| ------------ | -------- |
| LaCasaDelRap | 7,3      |
| Rockol       |          |

Kety ha ricevuto delle recensioni generalmente positive da parte della critica di settore. Luca Vitigliano di LaCasaDelRap descrive il disco come «un buon progetto che presenta più lati positivi che negativi» ma che tuttavia «qualche traccia non convince a pieno, risultando esperimenti poco riusciti». La redazione di Rockol assegna un voto di 3 su 5, aggiungendo che «Kety riprende tutti gli stili e gli stilemi dell'urban trap [...], e li rielabora in salsa romana».

## Tracce
Testi e musiche di Piero Baldini, eccetto dove indicato.
1. Denti d'oro – 3:48
2. Jeans strappati (feat. Fabri Fibra) – 3:35 (testo: Piero Baldini, Fabrizio Tarducci)
3. Love Bandana (feat. Tedua) – 3:33 (testo: Piero Baldini, Mario Molinari, Chris Nolan – musica: Chris Nolan)
4. Spara – 3:40 (testo: Piero Baldini, Drone126 – musica: Drone126)
5. Gitano – 2:13
6. Più forte – 2:42
7. Scacciacani (feat. Massimo Pericolo) – 3:40 (testo: Piero Baldini, Alessandro Vanetti, Crookers, Nic Sarno – musica: Crookers, Nic Sarno)
8. Come va – 2:29
9. Babe (feat. Generic Animal) – 3:38 (testo: Piero Baldini, Generic Animal)
10. Squame (feat. Noyz Narcos) – 2:57 (testo: Piero Baldini, Emanuele Frasca, Luca Pace – musica: Night Skinny)
11. Benzina – 2:29
12. Dirty – 3:07 (testo: Piero Baldini, Nino Brown – musica: Nino Brown)
13. Problema (feat. Speranza) – 2:40 (testo: Piero Baldini, Speranza, Drone126 – musica: Drone126, Ketama126)
14. Cos'è l'amore (con Don Joe; feat. Franco126, Franco Califano) – 3:29 (testo: Piero Baldini, Franco Califano, Federico Bertollini, Luigi Florio, Alberto Laurenti – musica: Don Joe)
15. Nonmifregaunca – 3:05

Reborn – tracce bonus nell'edizione deluxe
1. Pezzi Pt.2 (feat. Side Baby) – 3:19 (testo: Piero Baldini, Side Baby – musica: Night Skinny)
2. Bumbum – 2:16
3. Diablo – 2:28
4. No infami – 2:22 (musica: NkoDrumz)
5. Dirty RMX – 3:08 (musica: Zef)

## Formazione
Musicisti
- Ketama126 – voce, testi, produzione
- Noyz Narcos – voce, testi, produzione
- Generic Animal – voce, testi, produzione, chitarra
- Franco126 – voce, testi
- Fabri Fibra – voce, testi
- Franco Califano – voce
- Speranza – voce, testi
- Tedua – voce, testi
- Adalberto Baldini – clarinetto, sassofono
- NkoDrumz – batteria
- Zollo – chitarra elettrica, chitarra

Produzione
- Chris Nolan – produzione
- Crookers – produzione
- Don Joe – produzione
- Drone126 – produzione
- Nic Sarno – produzione
- The Night Skinny – produzione
- Nino Brown – produzione
- Andrea Suriani – mastering

## Classifiche

### Classifiche settimanali
| Classifica (2019) | Posizione massima |
| ----------------- | ----------------- |
| Italia            | 4                 |

### Classifiche di fine anno
| Classifica (2020) | Posizione |
| ----------------- | --------- |
| Italia            | 56        |